# Croix-des-Bouqets
Croix-des-Bouquets er en by på Haiti 12,9 km nord for Port-au-Prince, hvor bl.a. Wyclef Jean kommer fra.